# Mistrzostwa Europy w Łyżwiarstwie Szybkim w Wieloboju 1900
10. mistrzostwa Europy w łyżwiarstwie szybkim w wieloboju odbyły się w dniach 3–4 lutego 1900 roku w Štrbské Pleso, na terenie Austro-Węgier. W zawodach brali udział tylko mężczyźni. Zawodnicy startowali na czterech dystansach: 500 m, 1500 m, 5000 m i 10000 m. Mistrzostwa sprzed roku obronił Norweg Peder Østlund. Miejsca pozostałych zawodników są nieoficjalne.

## Uczestnicy
W zawodach wzięło udział 6 łyżwiarzy z 4 krajów. Sklasyfikowanych zostało 3.
| Państwa biorące udział w mistrzostwach | Państwa biorące udział w mistrzostwach | Państwa biorące udział w mistrzostwach | Państwa biorące udział w mistrzostwach |
| -------------------------------------- | -------------------------------------- | -------------------------------------- | -------------------------------------- |
| Austro-Węgry                           | Holandia                               | Imperium Rosyjskie                     | Norwegia                               |

## Wyniki
- DNS – nie wystartował, f – wywrócił się

| Pozycja | Zawodnik            | Kraj               | 500 m        | Pkt.   | 5000 m       | Pkt.   | 1500 m      | Pkt.   | 10000 m      | Pkt.   | Suma pkt. |
| ------- | ------------------- | ------------------ | ------------ | ------ | ------------ | ------ | ----------- | ------ | ------------ | ------ | --------- |
| 01 !    | Peder Østlund       | Norwegia           | 47.7 (1.)    | 47.700 | 9:15.8 (1.)  | 55.580 | 2:39.9 (1.) | 53.300 | 22:45.2 (1.) | 68.260 | 224.840   |
| (2.)    | Franz Wathén        | Imperium Rosyjskie | 49.6 (2.)    | 49.600 | 9:45.6 (3.)  | 58.560 | 2:48.7 (2.) | 56.233 | 25:25.7 (3.) | 76.285 | 240.678   |
| (3.)    | Jan Greve           | Holandia           | 1:01.2f (6.) | 61.200 | 9:27.8f (2.) | 56.780 | 2:50.3 (3.) | 56.766 | 24:07.3 (2.) | 72.365 | 247.112   |
| DNS     | Eduard Wollenweider | Imperium Rosyjskie | 50.3 (3.)    | 50.300 | 10:07.2 (5.) | 60.720 | 3:01.9 (5.) | 60.633 | DNS          | 99 !   | 171.653   |
| DNS     | Andor Péczely       | Austro-Węgry       | 51.0 (9.)    | 51.000 | 9:53.8 (4.)  | 59.380 | 2:53.2 (4.) | 57.733 | DNS          | 99 !   | 168.113   |
| DNF     | Josef Weiss         | Austro-Węgry       | 52.5 (5.)    | 52.500 | 11:14.5 (6.) | 67.450 | 3:12.2 (6.) | 64.066 | DNS          | 99 !   | 184.017   |